# 反ファシズム知識人監視委員会
反ファシズム知識人監視委員会（はんファシズムちしきじんかんしいいんかい、Comité de vigilance des intellectuels antifascistes、CVIA）は、1934年3月5日にフランスの左派知識人によって結成された反ファシズム団体。民族学者のポール・リヴェが会長、哲学者・作家のアランと物理学者のポール・ランジュヴァンが副会長を務めた。分裂していた左派の連携を促し、同年7月14日、社会党、共産党、急進社会党が結成した人民連合全国委員会、労働総同盟、人権連盟とともに「パンと平和と自由」をスローガンにパリに集結。ファシズム勢力に対抗する人民戦線の結成につながった。平和主義に対する立場の違いから内部対立が生じ、1939年の第二次大戦勃発前にランジュヴァン、リヴェのほか、多くの会員が退会した。

## 結成までの経緯

1934年2月6日の危機（コンコルド広場）

世界恐慌の影響、ナチ党の権力掌握、政局の不安定といった状況において、1933年末以来のスタヴィスキー疑獄事件によって政府に対する不信感が極限に達し、急進社会党の第2次カミーユ・ショータン内閣が総辞職。この機を捉えてアクション・フランセーズなどの右派・極右勢力がナチスによるドイツ制覇に連動して民衆を扇動して、国会前で共和制打倒の暴動を起こし、15人以上の死者、2,000人以上の負傷者を出す事態となった（1934年2月6日の危機）。この騒擾事件を受けて左派が結集し、2月12日に社会党と共産党の呼びかけで共和制擁護のためのゼネストが行われた。

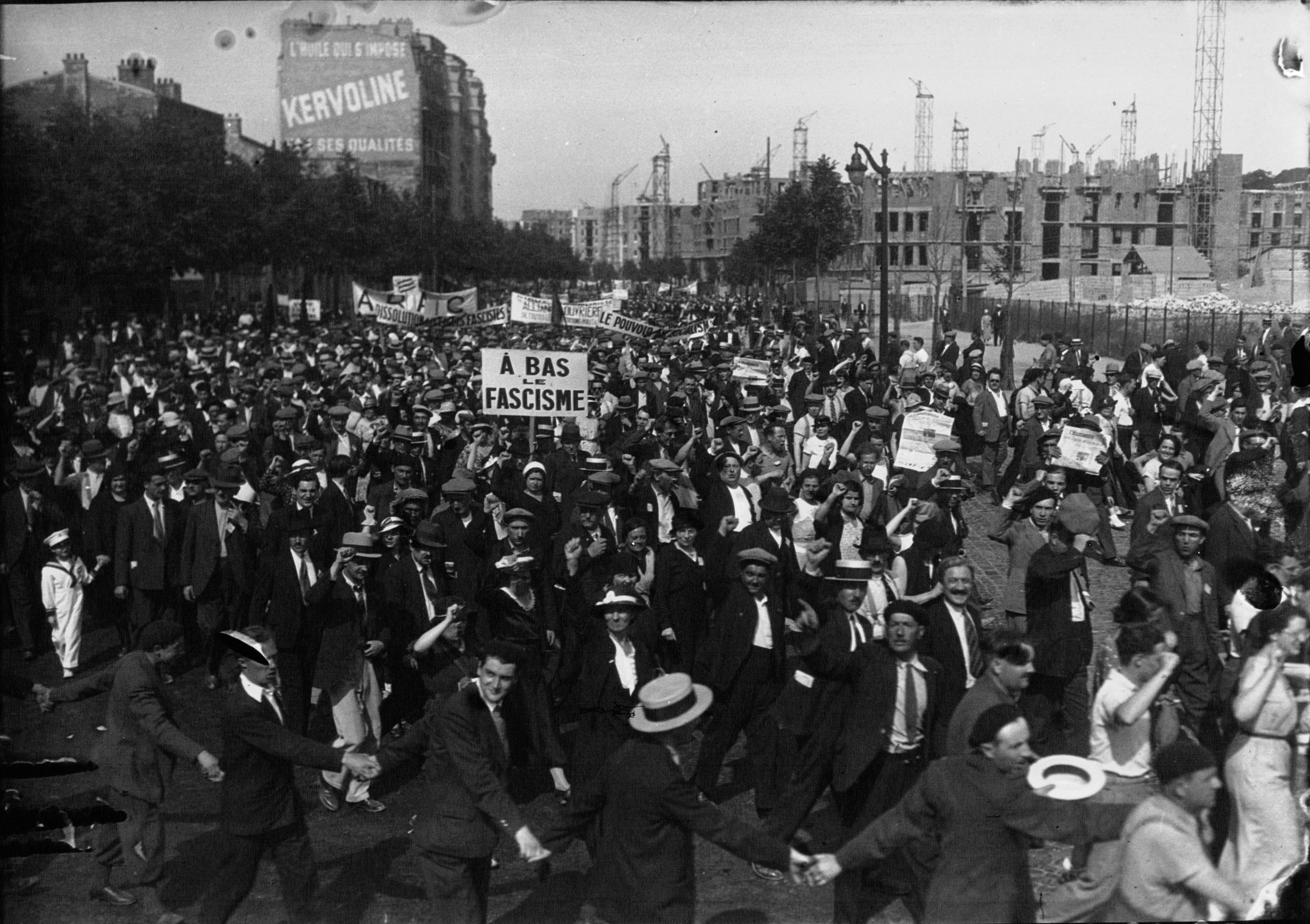
1934年2月6日の危機に対して「ファシズム打倒」のプラカードを掲げて抗議するフランス社会党（フランス国立図書館所蔵）

反ファシズム知識人監視委員会の結成につながる最初の討論の場となったのは、ジャン・ゲーノが編集長を務める文芸誌『ユーロープ（欧州）』であった。これは、作家のロマン・ロラン、作家・評論家・政治活動家のジャン＝リシャール・ブロックらによって1923年に創刊された反ファシズムの雑誌である。ピエール・ジェロームという筆名で同誌の経済コラムを担当していた会計院検査官のフランソワ・ヴァルテルが、マルクス主義の立場から経済危機を分析し、ファシズムのイデオロギーを批判した。1934年2月6日の事件の後、ヴァルテルはファシズムの脅威に対抗するよう同誌上で知識人に呼びかけた。さらに、個別に働きかけ、アランの弟子で哲学教員のジャンヌ・アレクサンドル、ミシェル・アレクサンドル夫妻の支持を得た。労働総同盟からは、郵便局員同盟代表のエミール・クリエールと全国教員労働組合事務局長のアンドレ・デルマの支持を得た。これは、ヴァルテルがカミーユ・ショータン内閣のアナトール・ド・モンジー国民教育相の代理を務めたときに知り合った小学校教員で全国教員労働組合の組合員およびフランス科学振興協会の会員のジョルジュ・ラピエールを介してであった。知識人、教員、労働組合へと人脈を広げ、話し合いの場を設けながら、ヴァルテルは次第に反ファシズム団体の構想を具体化し、マニフェストの起草に取りかかった。

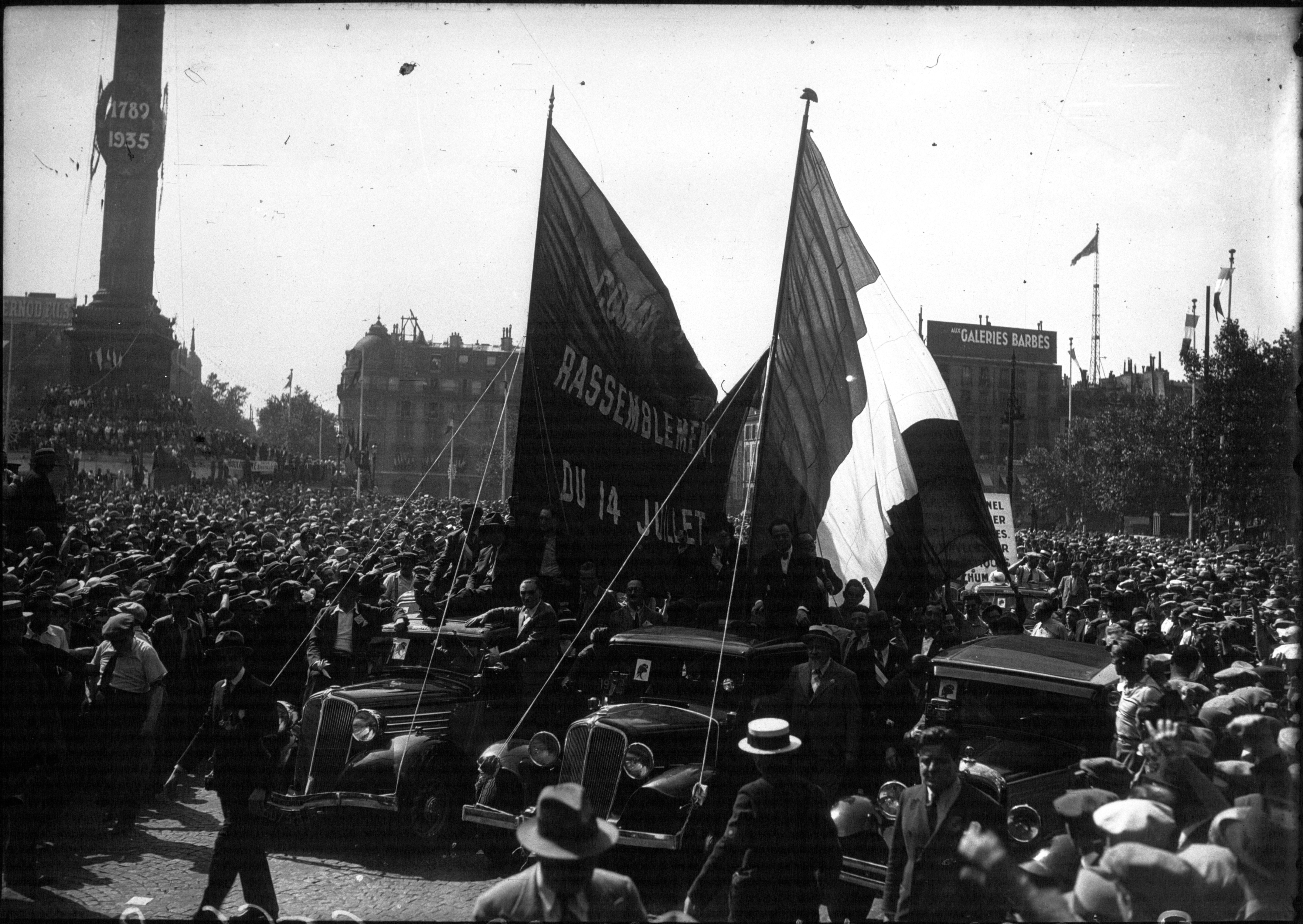
1934年7月14日の左派の団結を呼びかけるデモ（バスティーユ広場、フランス国立図書館所蔵）

## 監視委員会結成

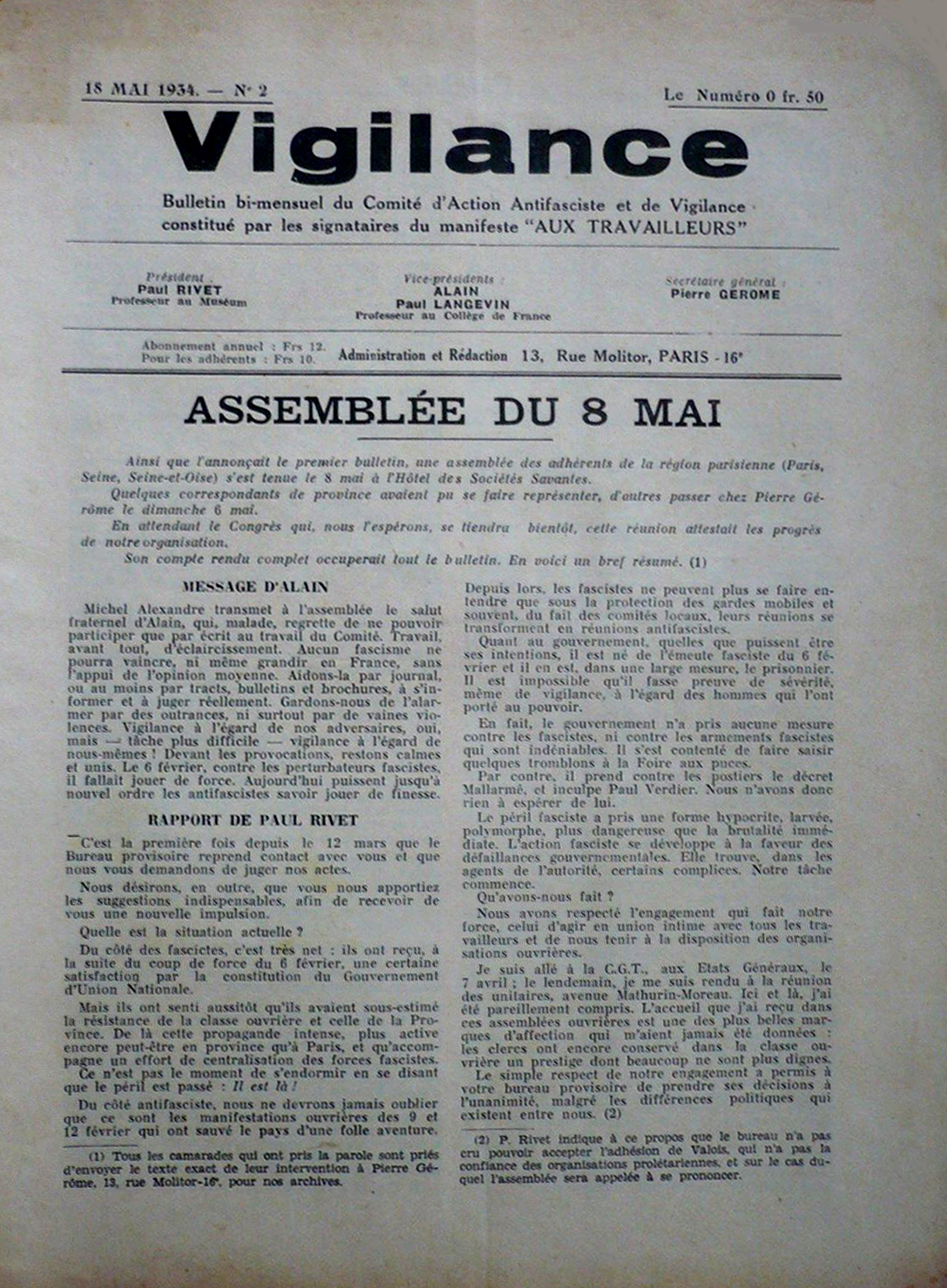
反ファシズム知識人監視委員会の機関紙『監視（ヴィジランス）』第2号（1934年5月18日）

1934年3月5日にパリ7区で行われた集会で共産党員の参加を得て、監視委員会が結成され、「労働者へ」と題する呼びかけを発表。スタヴィスキー疑獄事件と2月6日の騒擾事件に触れ、「汚職・腐敗と闘おう」、抑圧的、好戦的、独裁的ファシストから「我々が権利と自由によって勝ち取ったものを守ろう」と訴えた。この段階では、仮事務局を設置し、ヴァルテルが事務局長、トロカデロ民族誌博物館の館長で民族学者のポール・リヴェ（後に人類博物館を設立）が会長に就任しただけで、名称も「監視委員会」であったが、3月12日に正式名称を「反ファシズム知識人監視委員会」として正式に発足。哲学者・作家のアランと物理学者のポール・ランジュヴァンが副会長を務めた。ただし、アランは会議には出席せず、弟子のミシェル・アレクサンドルが副会長代理を務めた。ヴァルテルは妻で画家のズーム・ヴァルテルとともに物品の調達から事務手続きまで一手に引き受けた。

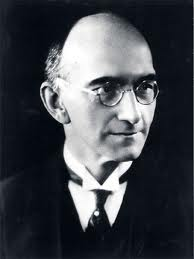
会長ポール・リヴェ
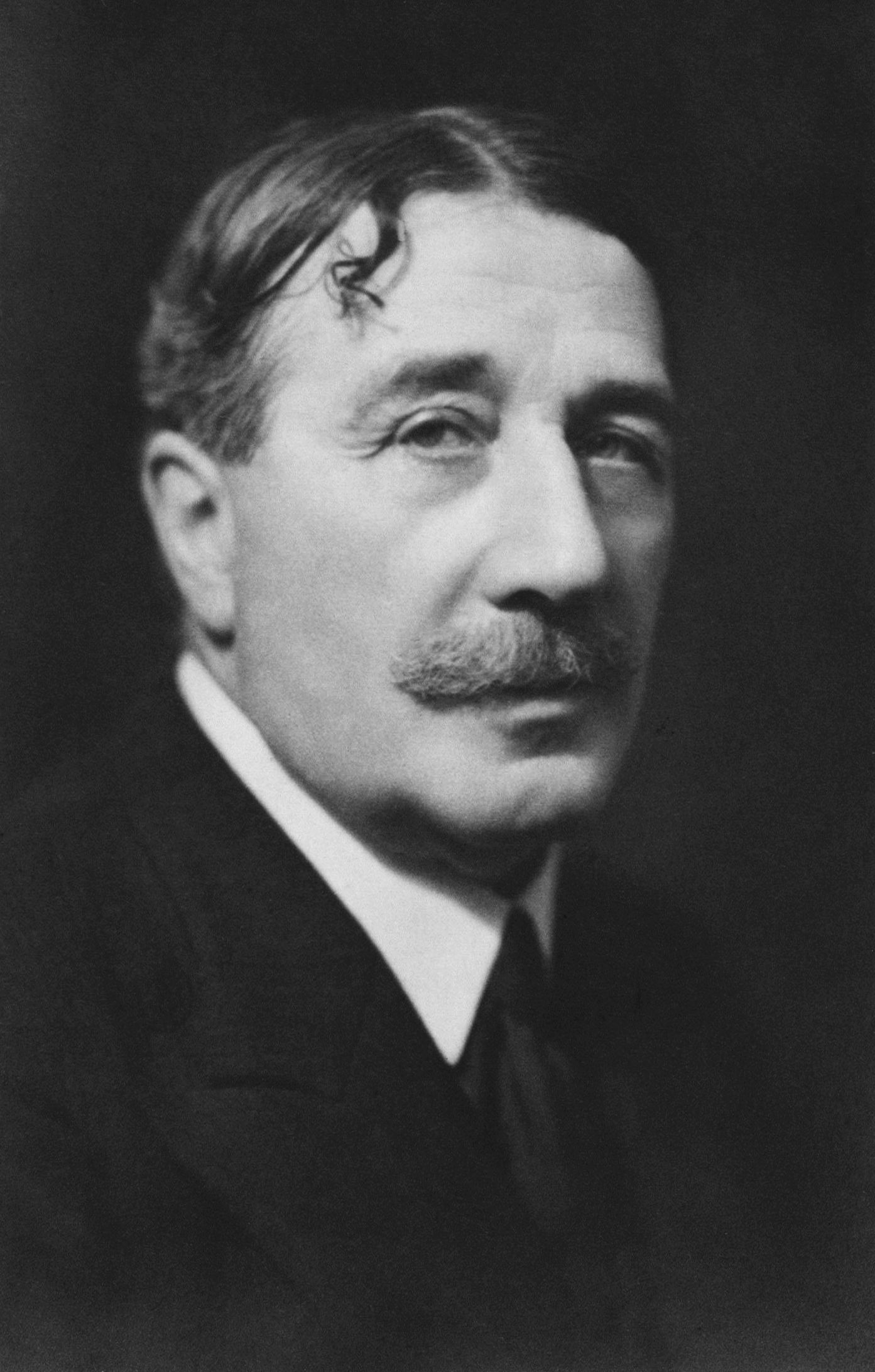
副会長アラン
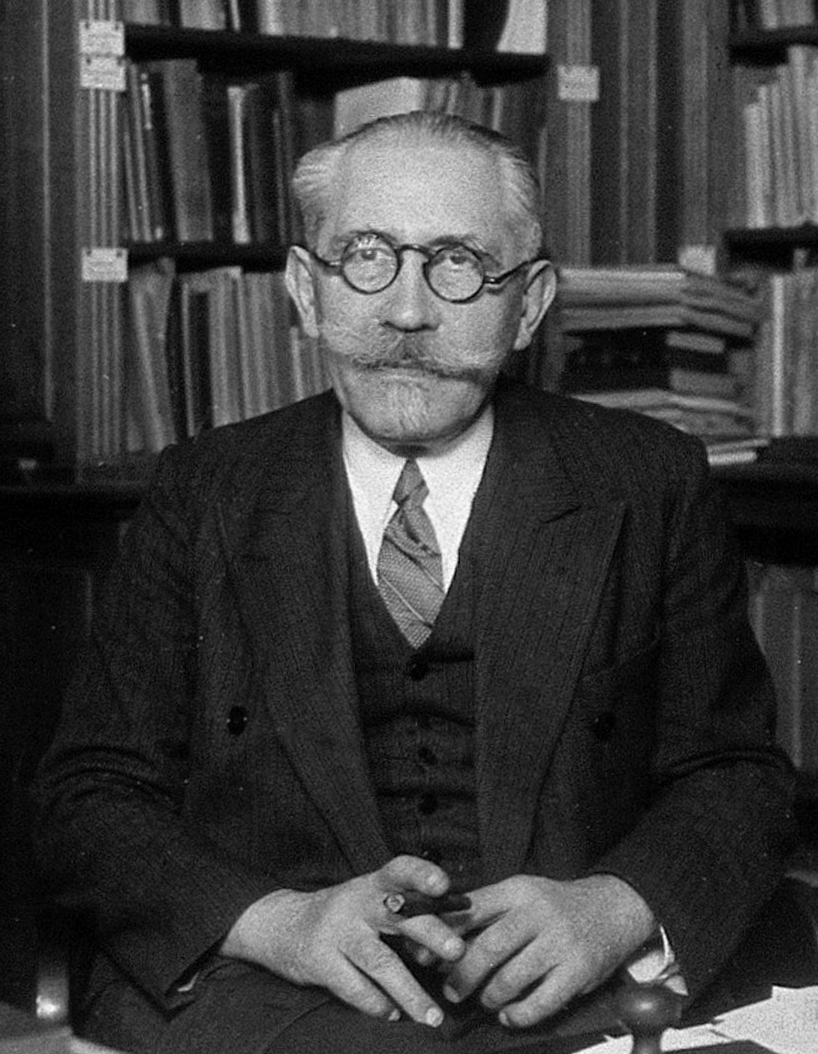
副会長ポール・ランジュヴァン

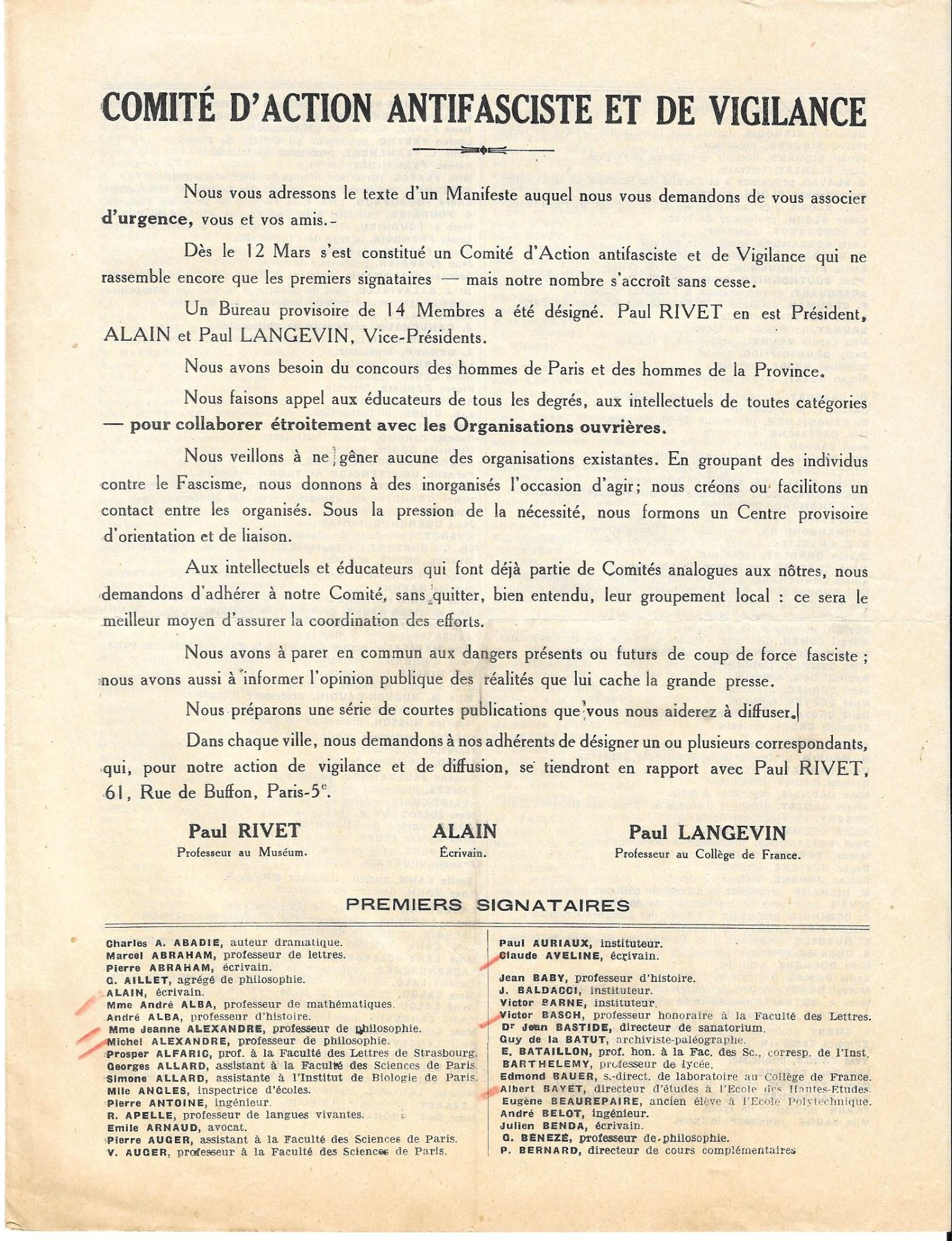
反ファシズム知識人監視委員会のマニフェスト（1/3頁、1934年3月）

正式発足後にマニフェストを配布し、「パリおよび地方のすべての教育機関の教員、あらゆる分野の知識人」に「即刻参加するよう」呼びかけた。また、仮事務局は会員14人によって構成されること、労働者組織と密接に連携すること、このために、仮の指導連絡所を設置すること、すでに同様の組織に属している教員・知識人が参加することで、組織間の連携を図ることなどが明記されている。このマニフェストはすでに約200人の知識人・教員の署名を集め、高等師範学校の学生も70人ほど参加しているが、1934年末には会員が6,000人に達し、各地に支部も設立された。また、社会党、共産党、急進社会党が結成した人民連合全国委員会の人民戦線計画の策定に参加し、同年7月14日（フランス革命記念日）には、社会党、共産党、急進社会党の呼びかけで、労働総同盟などの労働組合、人権連盟、反ファシズム知識人監視委員会およびその他の反ファシズム団体が「パンと平和と自由」をスローガンにパリに集結し、ファシズム勢力に対抗する共同戦線「人民戦線」の結成につながった。
反ファシズム知識人監視委員会は、機関紙『監視（ヴィジランス）』を発行し、定期的に集会を行うほか、重要な問題についてパンフレットを作成し、啓発活動を行った。パンフレットには「クロワ・ド・フー」、「ファシズムの社会的主張」、「戦争は不可避ではない」、「ファシズムに直面する若者たち」、「イタリアのファシズム」、「スペインのファシズム」、「人民戦線の平和と連合」、「第一次・第二次人民戦線計画」、「国防の矛盾」、「労働組合運動の現在の課題」、「フランコと報道」、「ドイツのヒトラー主義」、「フランスと植民地問題」などの問題を論じた。
1935年から1936年にかけてムッソリーニ独裁政権下のイタリアがエチオピアに侵攻すると（第二次エチオピア戦争）、これを支持する極右アクション・フランセーズのアンリ・マシス「西欧の擁護」宣言を発表。多くの右派・極右知識人が名を連ねていた。これに対して反ファシズム知識人監視委員会は、率先してイタリアに対する制裁を求めるなど、自由・平和に対する脅威と闘う統一行動を組織した。

## 内部対立
だが、早くも1936年に内部対立が生じた。現実的平和主義と急進的な（過激な）平和主義の対立である。すなわち、現実的平和主義者が、戦争の脅威を目前にしてファシズムとの闘いのための再軍備の必要性を認めたのに対して、急進的な平和主義者は、再軍備にはあくまで反対し、ヴェルサイユ条約、ロカルノ条約、ケロッグ＝ブリアン協定（不戦条約）などの条約の見直しを求めた。
この対立は、ソ連の政策や対独政策によって状況が悪化するにつれて深まり、現実的平和主義の立場を採る会長リヴェと事務局長ヴァルテルは、ミュンヘン協定（対独宥和政策）を機に退会した。ソ連の共産主義に対しては当初から公に立場を表明しないことで意見の一致を見ていた。この方針は、1936年のポール・ランジュヴァンの退会の後、7月に共産党員・共産主義者が相次いで退会した後も変わらなかった。同様に、モスクワ裁判（スターリンの大粛清）についても、委員会としても、また各指導者も意見を表明していない。こうした立場から、1939年8月23日の独ソ不可侵条約の締結は大きな失望を生み、反ファシズム運動は消滅した。

## 他の反ファシズム団体との連携
1934年2月6日の危機を契機として、それまで分裂・対立していた社会党・共産党間、労働組合間の連携を促す役割を担ったのが知識人であり、知識人の団体として大きな影響力をもったのが反ファシズム知識人監視委員会である。1930年代のフランス知識人の反ファシズム団体には、反ファシズム知識人監視委員会、文芸誌『ユーロープ』のほか、革命作家芸術家協会（AEAR）、アムステルダム＝プレイエル運動、反ファシズム・反戦・社会正義のための共同戦線などがあり、反ファシズム知識人監視委員会の指導者らはこれらの組織にも参加し、左派の連携を図った。革命作家芸術家協会は、1927年にモスクワで国際革命作家同盟 (UIER) のフランス支部として1932年3月に設立され、機関誌『コミューン』を刊行。アンリ・バルビュス、ルイ・アラゴン、アンドレ・ブルトン、ロマン・ロラン、アンドレ・マルロー、ジャン・カスーなどの多くの作家が参加した。これらの作家は、反戦運動であるアムステルダム＝プレイエル運動にも参加している。急進社会党の議員ガストン・ベルジュリが提唱した反ファシズム・反戦・社会正義のための共同戦線は、反ファシズム知識人監視委員会、人権連盟と連携し、ポール・ランジュヴァンらが参加した。

## 会員
反ファシズム知識人監視委員会の会員数は1934年7月時点で約3,000人であった。マニフェストに署名した結成時の主な会員は以下のとおりである。
| マルセル・アブラアム - 文学教員、作家                                      |
| アラン（エミール＝オーギュスト・シャルティエ） - 哲学者、作家 - (副会長)   |
| アンドレ・アルバ - 歴史教員                                                |
| ミシェル・アレクサンドル - 哲学教員                                        |
| ジャンヌ・アレクサンドル - 哲学教員                                        |
| プロスペル・アルファリック - 歴史学者（キリスト教専門）                    |
| エミール・アルノー - 弁護士、著述家                                        |
| ピエール・オージェ - 物理学者                                              |
| クロード・アヴリーヌ - 小説家、詩人                                        |
| ジャン・バビー - 歴史学者、政治活動家                                      |
| ヴィクトル・バッシュ - 哲学者、人権連盟会長                                |
| ジャン・バスティド - 医師、政治家                                          |
| アルベール・バイエ - 社会学者                                              |
| ジュリアン・バンダ - 哲学者、小説家                                        |
| ピエール・ビカール - 物理学者                                              |
| ディナ・ビカール - 国立科学研究センター研究員                              |
| ジャン・ブランザ - アカデミー・フランセーズ小説大賞受賞作家                |
| ジャン＝リシャール・ブロック - 作家、評論家、政治活動家                    |
| ジュール・ブロック - インド学者                                            |
| オスカル・ブロック - 言語学者、辞書学者                                    |
| ポール・ブトニエ - 政治家                                                  |
| アンドレ・ブルトン - 詩人                                                  |
| ベティ・ブランシュヴィック - 弁護士                                        |
| ジョルジュ・カンギレム - 哲学者                                            |
| ジャン・カスー - 作家、美術評論家                                          |
| マリー＝ルイーズ・カヴァリエ - 小学校教員、教員労働組合代表                |
| フェリシアン・シャレー - 哲学者、ジャーナリスト                            |
| ダニエル・シャロンジュ - 天文学者                                          |
| ルネ・シャトー - 哲学者                                                    |
| ルネ・クルヴェル - 詩人                                                    |
| フランソワ・クリュシ - ジャーナリスト                                      |
| ウジェーヌ・ダビ - 小説家、画家                                            |
| ルネ・ドーマル - 詩人                                                      |
| アルベール・ドーザ - 言語学者                                              |
| ポール・デジャルダン - ジャーナリスト                                      |
| ロジェ・デヴィーニュ - 著述家                                              |
| マルセル・デュリー - ラテン語学者                                          |
| イヴ・ファルジュ - ジャーナリスト、政治家                                  |
| レオン＝ポール・ファルグ - 詩人、随筆家                                    |
| ポール・フォコネ - 社会学者                                                |
| マルセル・フォール＝ボーリュー - 医師、翻訳家                              |
| エマニュエル・フォーレ＝フルミエ - 動物学者                                |
| リュシアン・フェーヴル - 歴史学者（アナール学派）                          |
| ラモン・フェルナンデス - 作家、ジャーナリスト、文芸評論家                  |
| マルセル・フーコー - モンペリエ大学哲学教授                                |
| ロジェ・フランク - 対独レジスタンス運動家                                  |
| ジャン・フラピエ - 歴史学者                                                |
| ジョルジュ・フリードマン - 社会学者                                        |
| ジャンヌ・ガルジ - フェミナ賞受賞作家                                      |
| ルネ・ゲラン - ジャーナリスト                                              |
| ピエール・ジェローム（フランソワ・ヴァルテル） - 会計院検査官 - (事務局長) |
| アンドレ・ジッド - 小説家                                                  |
| ガブリエル・ジルー - 新マルサス主義者ポール・ロバンの弟子                  |
| マルセル・グラネ - 中国学者                                                |
| ポール・グセル - 美術評論家                                                |
| ジャン・ゲーノ - 作家、文芸評論家、『ユーロープ』編集長                    |
| ジャック・アダマール - 数学者                                              |
| ジョルジュ・ユニエ - 詩人、劇作家、イラストレーター                        |
| フレデリック・ジョリオ＝キュリー - 原子物理学者                            |
| イレーヌ・ジョリオ＝キュリー - 原子物理学者                                |
| フランシス・ジュールダン - 画家、デザイナー                                |
| シャルル・ラロ - 哲学者                                                    |
| アンドレ・ランジュヴァン - 物理学者                                        |
| ポール・ランジュヴァン - 物理学者 - (副会長)                               |
| ジョルジュ・ラピエール - 小学校教員                                        |
| アンリ・ロージエ - 生理学者                                                |
| ミシェル・レリス - 詩人、民族学者                                          |
| リュシアン・レヴィ＝ブリュール - 民族学者                                  |
| アンリ・レヴィ＝ブリュール - 社会学者、法学者                              |
| アンドレ・リュルサ - 建築家                                                |
| ジャン・リュルサ - 画家、タペストリー作家                                  |
| ポール・マントゥー - 歴史学者                                              |
| マルセル・マルティネ - 作家                                                |
| ルネ・モーブラン - 哲学者                                                  |
| マルセル・モース - 文化人類学者                                            |
| アンリ・ミヌール - 天文学者、数学者                                        |
| ギュスタヴ・モノ - 教育者                                                  |
| フェルナン・モセ - 言語学者                                                |
| アメデエ・オザンファン - 画家                                              |
| モーリス・パズ - 医師                                                      |
| バンジャマン・ペレ - 詩人                                                  |
| フランシス・ペラン - 物理学者                                              |
| アンドレ・フィリップ - 経済学者、弁護士、政治家                            |
| マルト・ピショレル - 教員、女性解放運動家                                  |
| アンリ・ピエロン - 心理学者                                                |
| レオン・ピエール＝カン - 文芸評論家                                        |
| ジョルジュ・ピオク - ジャーナリスト                                        |
| ジャン・ポミエ - 随筆家                                                    |
| リュシー・プルナン - 女子高等師範学校校長                                  |
| マルセル・プルナン - 動物学者、生物学者                                    |
| ジャン・プレッソン - 教員                                                  |
| ジュール・プリュドモー - 教員                                              |
| エティエンヌ・ラボー - 動物学者                                            |
| ラジャ・ラオ - インドの作家                                                |
| カミーユ・ラジャ・ラオ - 教員                                              |
| アンドレ・ド・リショー - 作家                                              |
| ポール・リヴェ - 民族学者 - (会長)                                         |
| ロマン・ロラン - 作家                                                      |
| ルイ・ルーセル - 教員、政治活動家                                          |
| アンドレ・サント＝ラーゲ - 数学者                                          |
| ミシェル・スーリオー - 哲学者                                              |
| ピエール・トラアール - 作家、言語学者、文芸評論家                          |
| ジョルジュ・ユルバン - 化学者                                              |
| ピエール・ユルバン - 大学教員                                              |
| マドレーヌ・ヴェルネ - 作家、教育者                                        |
| アンドレ・ヴィオリス - 作家、ジャーナリスト                                |
| ズーム・ヴァルテル - 画家                                                  |
| レオン・ヴェルト - 作家、ジャーナリスト                                    |
| アンドレ・ヴュルムセル - 作家                                              |
| リュドヴィク・ゾレッティ - 数学者                                          |

## 参考資料
- Nicole Racine, GÉRÔME Pierre (pseudonyme de François WALTER) - Maitron.
- Aux travailleurs - André BRETON Collection.
- Comité d'action antifasciste et de vigilance - André BRETON Collection.
- Bernard Ménager, Antifascisme et pacifisme, la section lilloise du Comité de Vigilance des intellectuels antifascistes, Revue du Nord, 2007/4 (n° 372), pp. 885-905.
- Nicole Racine-Furlaud, Le Comité de vigilance des intellectuels antifascistes (1934-1939). Antifascisme et pacifisme, Le Mouvement social, No. 101 (Oct. - Dec., 1977), pp. 87-113.
- 細川真由「フランス知識人の「反ファシズム」イデオロギー ― 戦間期反戦運動および対独レジスタンス運動との関連において」『社会システム研究』第20号、京都大学大学院人間・環境学研究科 社会システム研究刊行会、2017年3月30日、157-171頁。